# Oznaka identyfikacyjna z nazwiskiem

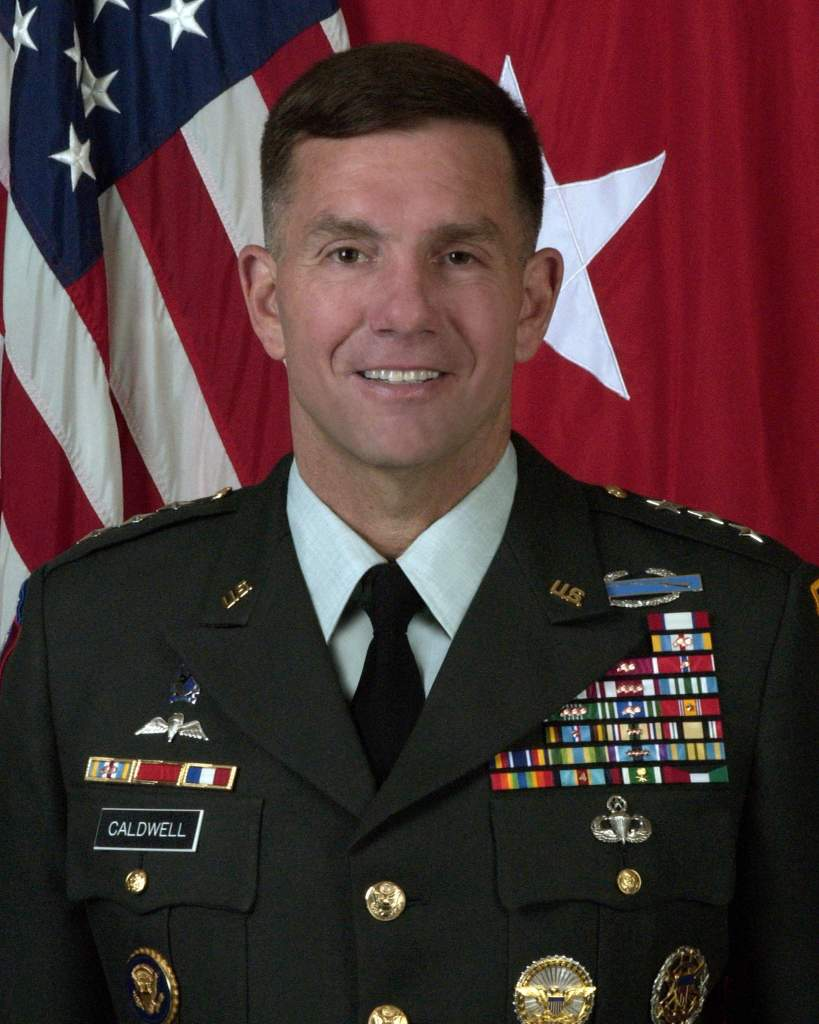
LTG William B. Caldwell - widoczna plakietka z nazwiskiem na umundurowaniu wyjściowym US Army

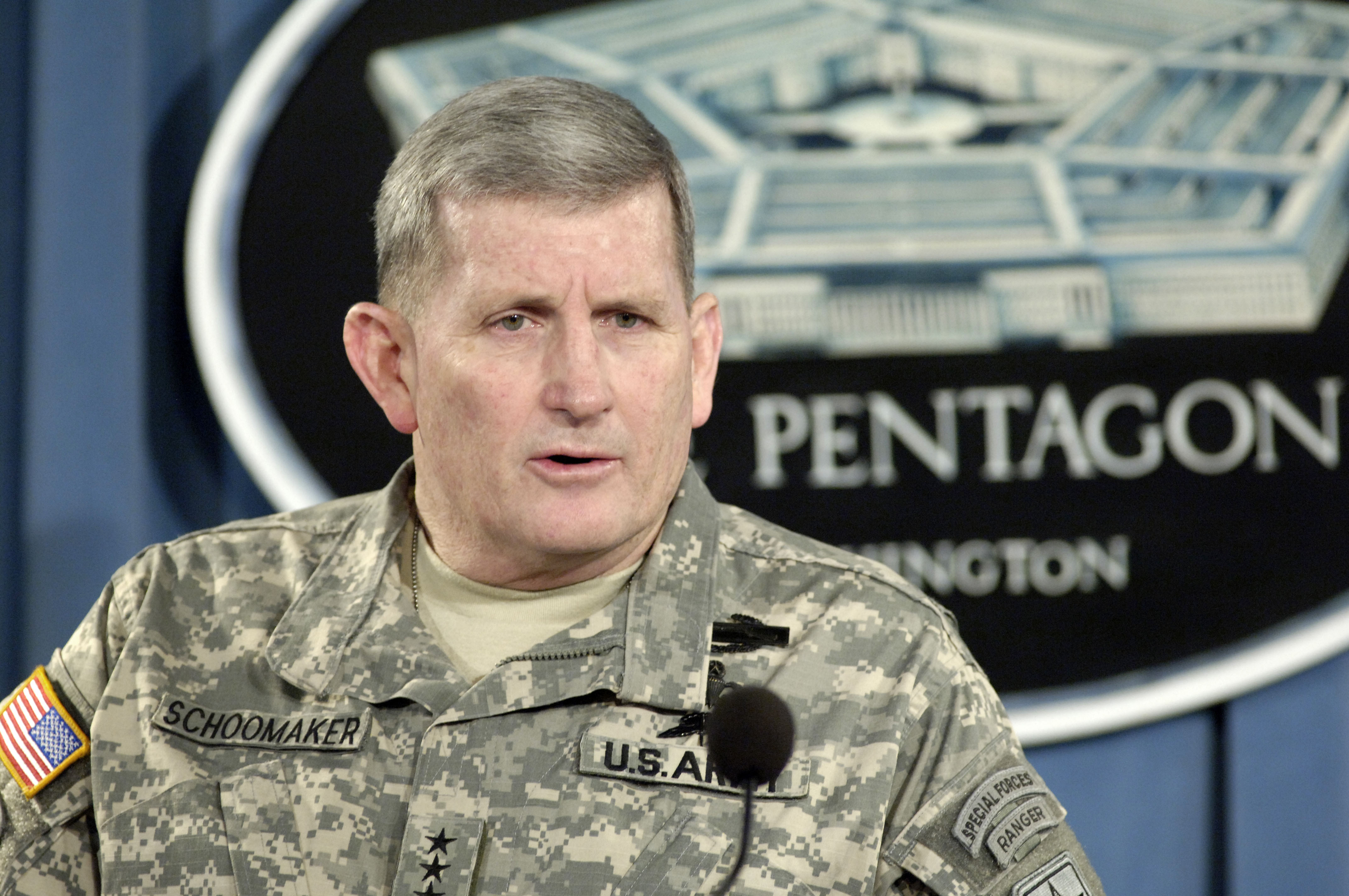
GEN Peter Schoomaker - widoczna naszywka z nazwiskiem na umundurowaniu polowym US Army

Oznaka identyfikacyjna z nazwiskiem (name patch, name tag) - naszywka lub plastikowa plakietka z nazwiskiem umieszczana zazwyczaj na mundurze służąca identyfikacji. Oznaka zazwyczaj ma kształt prostokąta.

## Name patchw siłach zbrojnych różnych państw

### Brytyjskie Siły Zbrojne
Naszywka z nazwiskiem przyszywana jest nad lewą górną kieszenią bluzy wojsk British Army. Naszywka nie jest obowiązkowa.

### Siły Zbrojne Rzeczypospolitej Polskiej
Oznakę identyfikacyjną z nazwiskiem nosi się do wszystkich ubiorów bezpośrednio nad klapką prawej górnej kieszeni, a na kurtkach
mundurów Marynarki Wojennej - po prawej stronie symetrycznie w stosunku do baretek. Na swetrze oficerskim oznakę identyfikacyjną nosi się w Wojskach Lądowych i Siłach Powietrznych po prawej stronie na środku na wysokości kieszeni, w Marynarce Wojennej bezpośrednio pod oznaką stopnia wojskowego.
Występują dwa rodzaje naszywek: wersja do munduru pustynnego i do munduru zwykłego. Różnią się kolorem zastosowanej nici oraz kamuflażem tła.

### Siły Zbrojne Stanów Zjednoczonych

#### US Army
W umundurowaniu polowym US Army naszywka z nazwiskiem umieszczana jest nad górną prawą kieszenią. Wcześniej (np. BDU) naszywki były przyszywane na stałe, ale w nowszych wzorach umundurowania (np. w mundurze ACU) są przyczepiane na rzep. Name patch nosi się na bluzie mundurowej, kurtkach systemu ECWCS gen. III, a dawniej także na kurtkach M65 lub innych. Natomiast w umundurowaniu wyjściowym name patch nosi się pośrodku klapy prawej kieszeni marynarki.

#### Korpus Piechoty Morskiej Stanów Zjednoczonych
Bluzy obszywa się podobnie jak w US Army - name patch nad górną prawą kieszenią. Dodatkowo w US Marines praktykowane jest naszywanie dodatkowej naszywki nad prawą tylną kieszenią spodni.